# Malattia di Alzheimer
La malattia di Alzheimer-Perusini (anche nota come morbo di Alzheimer, demenza presenile di tipo Alzheimer, demenza degenerativa primaria di tipo Alzheimer), per semplicità Alzheimer, è la forma più comune di demenza degenerativa progressivamente invalidante con esordio prevalentemente in età presenile (oltre i 65 anni). Nel DSM-5 viene nominata come disturbo neurocognitivo maggiore o lieve dovuto a malattia di Alzheimer (331.0).
Si stima che circa il 50-70% dei casi di demenza sia dovuta a tale condizione, mentre il 10-20% a demenza vascolare.
Il sintomo precoce più frequente è la difficoltà nel ricordare eventi recenti. Con l'avanzare dell'età possono comparire altri sintomi come: afasia, disorientamento, cambiamenti repentini di umore, depressione, incapacità di prendersi cura di sé, problemi nel comportamento. Ciò porta il soggetto inevitabilmente a isolarsi nei confronti della società e della famiglia. A poco a poco, le capacità mentali basilari vengono perse. Anche se la velocità di progressione può variare, l'aspettativa media di vita dopo la diagnosi è dai tre ai nove anni.
La patologia è stata descritta per la prima volta nel 1906, dallo psichiatra e neuropatologo tedesco Alois Alzheimer. Nel 2006 vi erano 26,6 milioni di malati in tutto il mondo e si stima che ne sarà affetta 1 persona su 85 a livello mondiale entro il 2050.
La causa e la progressione della malattia di Alzheimer (Alzheimer's Disease, AD) non sono ancora ben comprese. La ricerca indica che la malattia è strettamente associata a placche amiloidi e ammassi neurofibrillari riscontrati nel cervello, ma non è nota la causa prima di tale degenerazione. Attualmente i trattamenti terapeutici utilizzati offrono piccoli benefici sintomatici e possono parzialmente rallentare il decorso della patologia; anche se sono stati condotti oltre 500 studi clinici per l'identificazione di un possibile trattamento per l'Alzheimer, non sono ancora stati identificati trattamenti che ne arrestino o invertano il decorso. Circa il 70% del rischio si ritiene sia genetico con molti geni solitamente coinvolti. Altri fattori di rischio includono traumi, depressione o ipertensione. Il processo della malattia è associato a placche amiloidi che si formano nel sistema nervoso centrale.
Una diagnosi probabile è basata sulla progressione della malattia, test cognitivi con imaging medico e gli esami del sangue per escludere altre possibili cause. I sintomi iniziali sono spesso scambiati per normale invecchiamento. È necessaria la biopsia del tessuto cerebrale per una diagnosi definitiva. L'esercizio mentale e fisico può diminuire il rischio di AD. Non esistono farmaci o integratori che scientificamente possano diminuire il rischio di AD.
A livello preventivo, sono state proposte diverse modificazioni degli stili di vita personali come potenziali fattori protettivi nei confronti della patologia, ma non vi sono adeguate prove di una correlazione certa tra tutte queste raccomandazioni e la riduzione effettiva della degenerazione. Le strategie di rallentamento di questa e altre malattie neurodegenerative o della loro prevenzione rientrano nell'ambito della neuroprotezione e neuroprevenzione. Stimolazione mentale, esercizio fisico e una dieta equilibrata sono tre proposte di possibile prevenzione e di gestione della malattia.
La sua ampia e crescente diffusione nella popolazione, la limitata e non risolutiva efficacia delle terapie disponibili e le enormi risorse necessarie per la sua gestione (sociali, emotive, organizzative ed economiche), che ricadono in gran parte sui familiari dei malati, rendono l'Alzheimer una delle patologie a più grave impatto sociale del mondo.
Anche se il decorso clinico della malattia di Alzheimer è in parte specifico per ogni individuo, la patologia causa diversi sintomi comuni alla maggior parte dei pazienti. I primi sintomi osservabili sono spesso erroneamente considerati problematiche "legate all'età", o manifestazioni di stress. Nelle prime fasi, il sintomo più comune è l'incapacità di acquisire nuovi ricordi e la difficoltà nel ricordare eventi osservati recentemente. Quando si ipotizza la presenza di una possibile malattia di Alzheimer, la diagnosi viene di solito confermata tramite specifiche valutazioni comportamentali e test cognitivi, spesso seguiti dall'imaging a risonanza magnetica.
Con l'avanzare della malattia, il quadro clinico può prevedere confusione, irritabilità e aggressività, sbalzi di umore, difficoltà nel linguaggio, perdita della memoria a breve e lungo termine e progressive disfunzioni sensoriali.
Poiché per la malattia di Alzheimer non sono attualmente disponibili terapie risolutive e il suo decorso è progressivo, la gestione dei bisogni dei pazienti diviene essenziale. Spesso è il coniuge o un parente stretto (caregiver) a prendersi in carico il malato, compito che comporta notevoli difficoltà e oneri. Chi si occupa del paziente può sperimentare pesanti carichi personali che coinvolgono aspetti sociali, psicologici, fisici ed economici.

## Storia

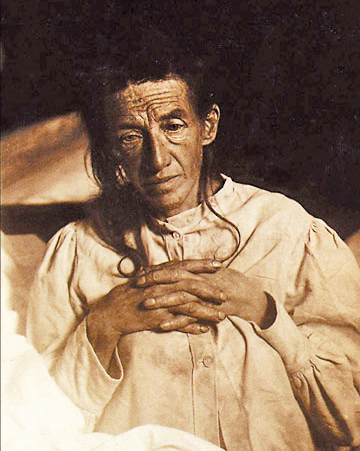
La signora Auguste Deter (1850-1906), paziente del dottor Alois Alzheimer, il primo caso documentato della malattia.

Nel 1901, il dottor Alois Alzheimer, uno psichiatra tedesco, interrogò una sua paziente di 51 anni, la signora Auguste Deter (1850-1906). Le mostrò parecchi oggetti e successivamente le domandò che cosa le era stato indicato. Lei non poteva però ricordare. Inizialmente registrò il suo comportamento come "disordine da amnesia di scrittura", ma la signora Deter fu la prima paziente a cui venne diagnosticata quella che in seguito sarebbe stata conosciuta come malattia di Alzheimer. La signora soffriva di disturbi della memoria e dell’orientamento, deliri di persecuzioni e deliri di gelosia. Morì pochi anni dopo il ricovero. Alzheimer dimostrò che nel suo cervello erano presenti tre caratteristiche: rilevante perdita di volume (atrofia);  rilevante presenza di placche di beta-amiloide negli spazi tra le cellule nervose; rilevante presenza di grovigli neurofibrillari di proteina Tau all’interno delle cellule nervose.
Alois Alzheimer affidò successivamente all'italiano Gaetano Perusini, un giovane e brillante neurologo udinese, il compito di raccogliere informazioni e dati su casi analoghi. Perusini descrisse altri casi, approfondendone gli aspetti clinico-patologici corredandoli di abili disegni a mano.
Tali osservazioni e disegni vennero pubblicati da Alzheimer su un lavoro comparso nel 1910 (Contributi alla conoscenza delle patologie neurologiche e le sue relazioni con i processi di degradazione del tessuto nervoso) sulla rivista Histologische und histopathologische Arbeiten über die Grosshirnrinde (Studi istologici e istopatologici sulla corteccia cerebrale), ma senza il nome di Perusini.
Negli anni successivi vennero registrati in letteratura scientifica undici altri casi simili; nel 1910 la patologia venne inserita per la prima volta dal grande psichiatra tedesco Emil Kraepelin nel suo classico Manuale di Psichiatria, venendo da lui definita come "Malattia di Alzheimer", o "Demenza Presenile". Il termine, inizialmente utilizzato solo per le rare forme "early-onset" (ovvero, con esordio clinico prima dei 65 anni), dopo il 1977 è stato ufficialmente esteso a tutte le forme di Alzheimer.

## Epidemiologia
| Età   | Nuovi casi per mille persone all'anno |
| ----- | ------------------------------------- |
| 65-69 | 3                                     |
| 70-74 | 6                                     |
| 75-79 | 9                                     |
| 80-84 | 23                                    |
| 85-89 | 40                                    |
| 90+   | 69                                    |

La malattia di Alzheimer è definibile come un processo degenerativo che pregiudica progressivamente le cellule cerebrali, rendendo a poco a poco l'individuo che ne è affetto incapace di una vita normale e provocandone alla fine la morte. In Italia ne soffrono circa 492 000 persone e 26,6 milioni nel mondo secondo uno studio della Johns Hopkins Bloomberg School of Public Health di Baltimora, Stati Uniti, con una netta prevalenza di donne (presumibilmente per via della maggior vita media delle donne rispetto agli uomini ma anche per una diversa conformazione cerebrale tra uomo e donna).
Definita anche "demenza di Alzheimer", viene appunto catalogata tra le demenze, essendo un deterioramento cognitivo cronico progressivo. Tra tutte le demenze quella di Alzheimer è la più comune, rappresentando, a seconda della casistica, l'80-85% di tutti i casi di demenza.
A livello epidemiologico, tranne che in rare forme genetiche familiari "early-onset" (cioè con esordio giovanile), il fattore maggiormente correlato all'incidenza della patologia è l'età. Il raro esordio intorno ai 50 anni è associato a una predisposizione geneticamente determinata, a una possibile pregressa perdita di neuroni e circuiti nervosi (per esempio per un grave trauma cranico) o uno stile di vita dannoso per il cervello.
Molto rara sotto i 65 anni, la sua incidenza aumenta progressivamente con l'aumentare dell'età, per raggiungere una diffusione significativa nella popolazione oltre gli 85 anni.
Da rilevazioni europee, nella popolazione generale l'incidenza (cioè il numero di nuovi casi all'anno) è di 2,5 casi ogni 1 000 persone per la fascia di età tra i 65 e i 69 anni; sale a 9 casi su 1 000 persone tra i 75 e i 79 anni, e a 40,2 casi su 1 000 persone tra gli 85 e gli 89 anni.
Nel 2025 uno studio condotto sui dati amministrativi di oltre 344.000 coppie caso-controllo, abbinate per età, sesso, regione e altri fattori, ha rilevato che la probabilità di diagnosi di HSV-1 era dell'80% più alta nei soggetti con Alzheimer rispetto ai controlli senza malattie neurologiche.

## Fasi
Il decorso della malattia è diviso in quattro fasi, con un modello progressivo del deterioramento cognitivo e funzionale.

### Pre-demenza
I primi sintomi sono spesso subdoli ed erroneamente attribuiti all'invecchiamento o stress. I test neuropsicologici dettagliati possono rivelare difficoltà cognitive lievi fino a otto anni prima che una persona soddisfi i criteri clinici per la diagnosi di AD. I primi sintomi possono influenzare molte attività di vita quotidiana. Uno dei sintomi più evidenti è la difficoltà a ricordare i fatti appresi di recente e l'incapacità di acquisire nuove informazioni.
Piccoli problemi d'attenzione, nella pianificazione di azioni, di pensiero astratto, o problemi con la memoria semantica (memoria che collega la parola al suo significato) possono essere sintomatici delle prime fasi dell'Alzheimer. L'apatia, che si osserva in questa fase, è il sintomo neuropsichiatrico più persistente che permane per tutto il decorso della malattia. I sintomi depressivi, l'irritabilità e la scarsa consapevolezza delle difficoltà di memoria sono molto comuni.
La fase pre-clinica della malattia è stata chiamata "Mild Cognitive Impairment" (MCI). Quest'ultima si trova spesso ad essere una fase di transizione tra l'invecchiamento normale e la demenza. Il MCI può presentarsi con una varietà di sintomi e, quando la perdita di memoria è il sintomo predominante, è chiamato "MCI amnesico" ed è spesso visto come una fase prodromica della malattia di Alzheimer. Uno dei primi stadi della malattia di Alzheimer comporta la formazione di aggregati tossici, chiamati oligomeri, della proteina amiloide-beta (Aβ). Questi oligomeri possono iniziare a formarsi più di un decennio prima della comparsa dei sintomi e prima che si formino altri marcatori noti di malattia. La capacità di rilevare questi oligomeri consentirebbe la diagnosi precoce della malattia.

### Fase iniziale

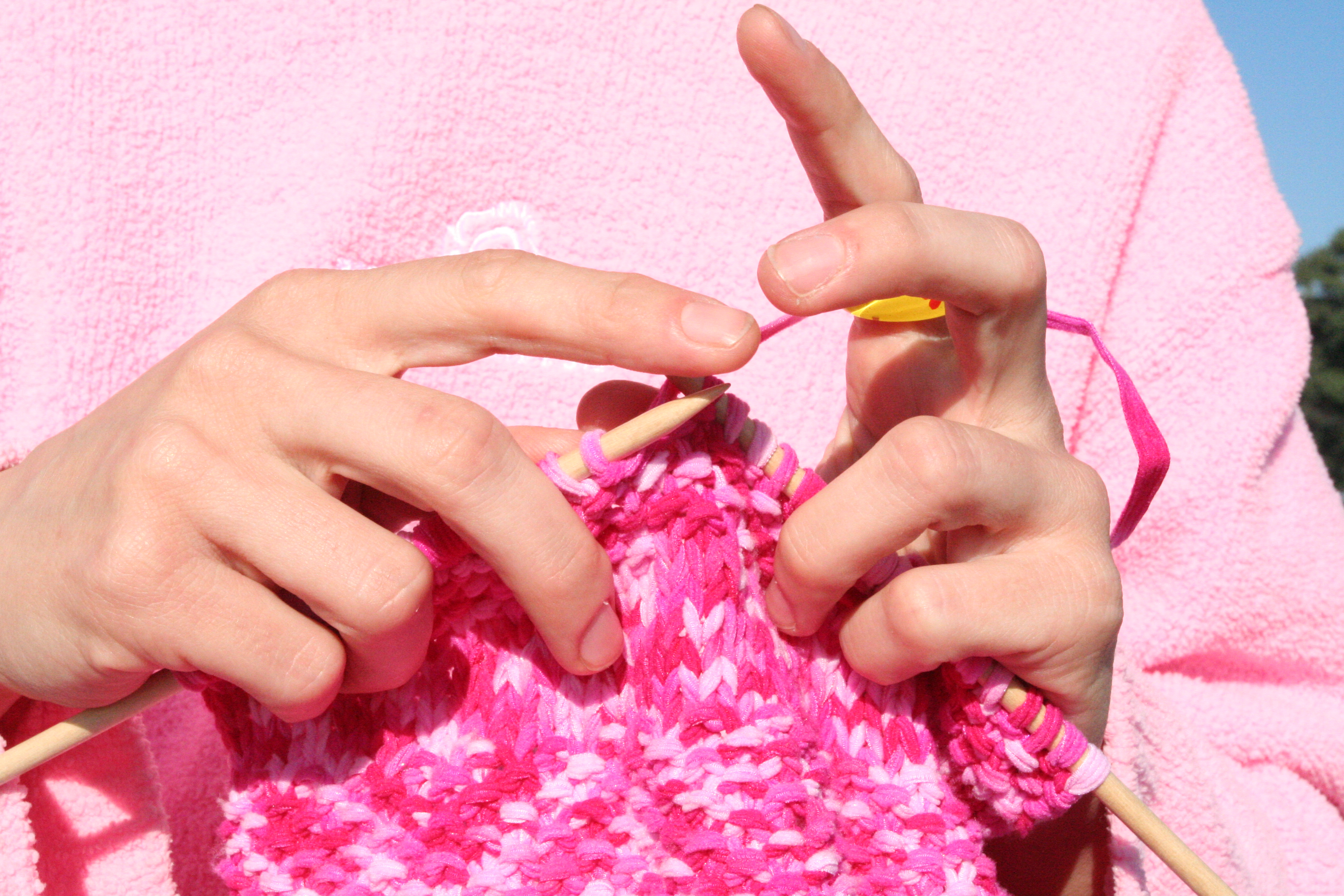
La diminuzione della capacità di coordinazione muscolari di piccoli movimenti, come lavorare a maglia, cominciano ad apparire nel paziente Alzheimer nelle fasi iniziali della malattia.

Nelle persone con AD la crescente compromissione di apprendimento e di memoria alla fine porta ad una diagnosi definitiva. In una piccola percentuale, difficoltà nel linguaggio, nell'eseguire azioni, nella percezione (agnosia), o nell'esecuzione di movimenti complessi (aprassia) sono più evidenti dei problemi di memoria. L'AD non colpisce allo stesso modo tutti i tipi di memoria. Vecchi ricordi della vita personale (memoria episodica), le nozioni apprese (memoria semantica), e la memoria implicita (la memoria del corpo su come fare le cose, come l'utilizzo di una forchetta per mangiare) sono colpiti in misura minore rispetto a nozioni imparate di recente.
I problemi linguistici sono caratterizzati principalmente da un impoverimento nel vocabolario e una diminuzione nella scioltezza, che portano ad un depauperamento generale del linguaggio orale e scritto. In questa fase, la persona con il morbo di Alzheimer è di solito in grado di comunicare adeguatamente idee di base.. Può essere presente una certa difficoltà d'esecuzione in attività come la scrittura, il disegno o vestirsi, coordinazione dei movimenti e difficoltà di pianificare movimenti complessi (aprassia), ma sono comunemente inosservati. Con il progredire della malattia, le persone con AD spesso possono continuare a svolgere molti compiti in modo indipendente, ma potrebbero avere bisogno di assistenza o di controllo per le attività più impegnative cognitivamente.

### Fase intermedia
Il progredire dell'AD ostacola l'indipendenza nei soggetti i quali lentamente non sono più in grado di svolgere le attività quotidiane. Le difficoltà linguistiche diventano evidenti per via dell'afasia, che porta frequentemente a sostituire parole con altre errate nel contesto (parafasie). La lettura e la scrittura vengono lentamente abbandonate. Le sequenze motorie complesse diventano meno coordinate con il passare del tempo e aumenta il rischio di cadute. In questa fase, i problemi di memoria peggiorano, e la persona può non riconoscere i parenti stretti. La memoria a lungo termine, che in precedenza era intatta, diventa compromessa.
I cambiamenti comportamentali e neuropsichiatrici diventano più evidenti. Si può passare rapidamente dall'irritabilità al pianto; non sono rari impeti di rabbia o resistenza verso chi se ne prende cura. I soggetti perdono anche la consapevolezza della propria malattia e i limiti che essa comporta (anosognosia). Si può sviluppare incontinenza urinaria.

### Fase finale
Durante le fasi finali, il paziente è completamente dipendente dagli altri.  Il linguaggio è ridotto a semplici frasi o parole, anche singole, portando infine alla completa perdita della parola. Nonostante la perdita delle abilità linguistiche verbali, alcune persone spesso possono ancora comprendere e restituire segnali emotivi. Anche se l'aggressività può ancora essere presente, l'apatia e la stanchezza sono i sintomi più comuni. Le persone con malattia di Alzheimer alla fine non saranno in grado di eseguire neanche i compiti più semplici in modo indipendente; la massa muscolare e la mobilità si deteriorano al punto da renderle costrette a letto e incapaci di nutrirsi. La causa della morte è di solito un fattore esterno, come un'infezione o una polmonite.

## Eziologia
La causa per la maggior parte dei casi di Alzheimer è ancora in gran parte sconosciuta, ad eccezione che per casi dall'1% al 5% in cui sono state individuate le differenze genetiche esistenti. Diverse ipotesi cercano di spiegare la causa della malattia:

### Genetica
L'ereditabilità genetica della malattia di Alzheimer, sulla base di studi sui gemelli e familiari, comprendono dal 49% al 79% dei casi. Circa lo 0,1% dei casi sono forme familiari autosomiche (non legati ai cromosomi sessuali) con ereditarietà dominante, che hanno un esordio prima dei 65 anni. Questa forma della malattia è conosciuta come Alzheimer giovanile. La maggior parte di questi casi, trasmissibili come caratteri mendeliani autosomici dominanti, possono essere attribuiti a mutazioni in uno dei quattro geni: gene codificante il precursore dell'amiloide (APP 1) i geni codificanti per le Preseniline 1 (PS1) e 2(PS2), oltreché al gene Grin2C.
La maggior parte delle mutazioni nei geni APP e PS 1 e 2 aumentano la produzione di una piccola proteina chiamata Aβ42, che è la componente principale delle placche amiloidi senili. Alcune delle mutazioni alterano il rapporto tra Aβ42 e le altre principali forme come Aβ40 (non patologica) senza aumentare i livelli di Aβ42. Ciò suggerisce che le mutazioni della presenilina possono causare malattie anche se è inferiore la quantità totale di Aβ prodotto. Esistono varianti del gene APP che sono protettive..
La maggior parte dei casi di malattia di Alzheimer non presenta ereditarietà autosomica dominante e viene denominata AD sporadica, in cui le differenze ambientali e genetiche possono agire come fattori di rischio. Il fattore di rischio genetico più noto è l'eredità dell'allele ε4 della Apolipoproteina E (APO-E). Tra il 40 e il 80% delle persone con la malattia sono in possesso di almeno un allele APOEε4. L'allele APOEε4 aumenta il rischio della malattia di tre volte negli eterozigoti e di 15 volte negli omozigoti. Come molte malattie umane, effetti ambientali e modificatori genetici provocano penetranza incompleta. Ad esempio, alcune popolazioni della Nigeria non mostrano la relazione tra dose di APOEε4 e incidenza o età di insorgenza della malattia di Alzheimer, osservabile in altre popolazioni umane. Nei primi tentativi di screening, sono stati riconosciuti circa 400 geni associabili a AD sporadica con insorgenza tardiva (LOAD); ciò ha determinato una bassa resa dello screening. Più recenti studi di associazione sull'intero genoma (GWAS) hanno trovato 19 aree in geni che sembrano associate al rischio. Questi geni sono: CASS4, CELF1, FERMT2, HLA-DRB5, INPP5D, MEF2C, NME8, PTK2B, SORL1, ZCWPW1, SlC24A4, CLU, PICALM, CR1, BIN1, MS4A, ABCA7, EPHA1 e CD2AP.
Mutazioni nel gene TREM2 sono state associate ad un rischio da 3 a 5 volte più elevato di sviluppare la malattia di Alzheimer.. Si pensa che, quando il gene TREM2 è mutato, i globuli bianchi nel cervello non sono più in grado di controllare la quantità di beta-amiloide presenti.
Uno studio del 2025, condotto per 10 anni su 243 individui cognitivamente sani con un famigliare affetto da Alzheimer (al 70% donne, età media di 68 anni), ha mostrato che le donne presentavano livelli significativamente più elevati di proteina tau, particolarmente nelle regioni fronto-parietali colpite nelle fasi avanzate. Tuttavia, mostravano una resistenza superiore al restringimento cerebrale: l'ippocampo, determinante per la memoria, si era ridotto meno rapidamente rispetto agli uomini. Ciò ha portato a rivalutare il ruolo dell'ereditarietà paterna nel rischio di contrarre la malattia.

### Placche amiloidi

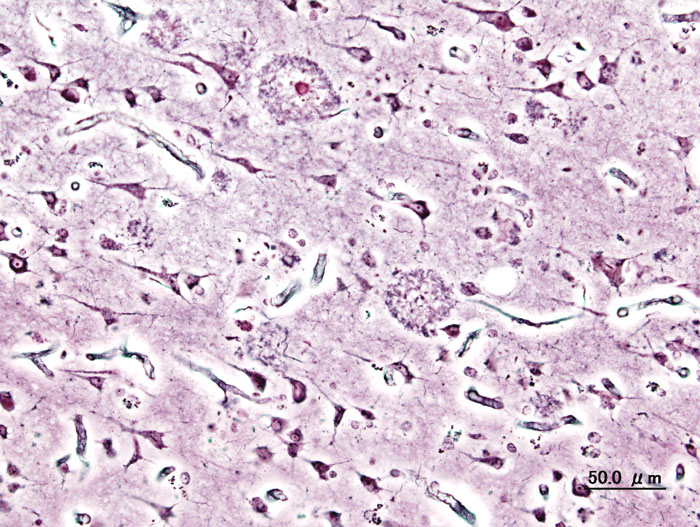
Immagine istopatologica di placche senili nella corteccia cerebrale di una persona affetta da Malattia di Alzheimer.

La malattia è dovuta a una diffusa distruzione di neuroni, principalmente attribuita alla beta-amiloide, una proteina che, depositandosi tra i neuroni, agisce come una sorta di collante, inglobando placche e grovigli "neurofibrillari". La malattia è accompagnata da una forte diminuzione di acetilcolina nel cervello (si tratta di un neurotrasmettitore, ovvero di una molecola fondamentale per la comunicazione tra neuroni, e dunque per la memoria e ogni altra facoltà intellettiva). La conseguenza di queste modificazioni cerebrali è l'impossibilità per il neurone di trasmettere gli impulsi nervosi e quindi la morte dello stesso, con conseguente atrofia progressiva del cervello nel suo complesso.
A livello neurologico macroscopico, la malattia è caratterizzata da una diminuzione nel peso e nel volume del cervello, dovuta ad atrofia corticale, visibile anche in un allargamento dei solchi e corrispondente appiattimento delle circonvoluzioni.
A livello microscopico e cellulare, sono riscontrabili depauperamento neuronale, placche senili (dette anche placche amiloidi), ammassi neurofibrillari, angiopatia congofila (amiloidea).
Dall'analisi post-mortem di tessuti cerebrali di pazienti affetti da Alzheimer (solo in tale momento si può confermare la diagnosi clinica da un punto di vista anatomo-patologico), si è potuto riscontrare un accumulo extracellulare di una proteina, chiamata Beta-amiloide.
La APP (Amyloid precursor protein, Proteina Progenitrice dell'Amiloide) che viene prodotta è degradata durante il processo di trasporto sulla superficie cellulare (processo di degradazione della APP) e vede coinvolti tre enzimi che operano tagli proteolitici: la α-secretasi e la β-secretasi in un primo momento e successivamente la γ-secretasi.
Attraverso due tagli successivi operati prima dall'α-secretasi e poi dalla γ-secretasi, viene prodotto un peptide innocuo chiamato p3. La β-secretasi opera un taglio differente che, in seguito al successivo taglio da parte della γ-secretasi, porta alla produzione (pathway amiloidogenico) di due peptidi di 40 e 42 amminoacidi, chiamati beta-amiloide (Aβ40 e Aβ42): il secondo (Aβ42) è considerato il più tossico a livello neuronale.
Nei soggetti sani il processo di degradazione della APP sembra essere operato principalmente dalla α-secretasi.
Per motivi non totalmente chiariti, nei soggetti malati l'enzima che interviene sull'APP non è l'α-secretasi ma la β-secretasi, con una larga produzione di proteina beta-amiloide.
Tale β-amiloide non presenta le caratteristiche biologiche della forma naturale, ma ha addirittura un effetto tossico sul neurone; ciò è già di per sé un aspetto atipico per una patologia amiloide, nelle quali generalmente il danno è mediato da aspetti citolesivi, compressivi e trofici dati dal deposito fibrillare stesso (il frammento amiloide è generalmente inerte da un punto di vista funzionale fisiopatologico).
Alla morte del neurone (dovuta, nelle prime fasi, all'effetto tossico sopracitato) i frammenti amiloidi vengono liberati nello spazio extracellulare tendendo a depositarsi in aggregati fibrillari insolubili via via sempre più grandi, andando a formare le cosiddette placche amiloidi, rilevabili all'esame istologico. Tali placche neuronali innescano un processo reattivo infiammatorio mediato da astrociti e microglia, attivando una risposta immunitaria richiamando macrofagi e neutrofili, i quali produrranno citochine, interleuchine e TNF-α che danneggiano irreversibilmente i neuroni.

### Proteina Tau
Ulteriori studi mettono in evidenza che nei malati di Alzheimer interviene un ulteriore meccanismo patologico: all'interno dei neuroni una Proteina Tau, fosforilata in maniera anomala, si accumula nei cosiddetti "aggregati neurofibrillari" (o ammassi neurofibrillari).
Particolarmente colpiti da questo processo patologico sono i neuroni colinergici, specialmente quelli delle aree corticali, sottocorticali e, tra queste ultime, le aree ippocampali. In particolare, l'ippocampo è una struttura encefalica che svolge un ruolo fondamentale nell'apprendimento e nei processi di memorizzazione; perciò la distruzione dei neuroni di queste zone è ritenuta essere la causa principale della perdita di memoria dei malati.

### Altre ipotesi
Ipotesi più recenti sulle cause emergono da alcuni studi pubblicati nel 2014, che evidenziano l'associazione dell'insorgenza precoce del morbo con la presenza di rame non ceruloplasminico nel sangue.
Uno studio pubblicato nel 2018 ha dimostrato il coinvolgimento di due virus della famiglia degli herpesvirus (HHV-6A e HHV-7). Nello specifico, i geni dei due virus possono interagire con le reti geniche dei neuroni, alterandone il metabolismo e favorendo lo sviluppo di placche amiloidi e grovigli di proteine tau.

#### Ipotesi dopaminergica
L'ultima ipotesi formulata (aprile 2017) indica nella morte dei neuroni dell'area tegmentale ventrale deputati alla produzione della dopamina la causa della malattia. La scoperta è stata fatta da un gruppo di ricercatori dell'Università Campus Bio-Medico di Roma guidato da Marcello D'Amelio. Nelle prime fasi della malattia, infatti, si registra la morte dei neuroni dopaminergici nella zona tegmentale ventrale del cervello: questo genera deficienza del neurotrasmettitore nell'ippocampo, portando quindi ai tipici sintomi della perdita di memoria. Il ricercatore a capo dell'equipe afferma anche:
(M. D'Amelio)
Le affermazioni e i risultati delle ricerche sono stati pubblicati su Nature, assieme allo studio, eseguito somministrando a topi che presentavano mancanza dell'enzima tirosina-idrossilasi positivo L-Dopa, precursore della dopamina, e selegilina, inibitore delle MAO-B, gli enzimi atti al catabolismo della dopamina. Le cavie hanno dimostrato recupero quasi totale della memoria e delle facoltà motivazionali.

## Clinica
| Fasi della malattia di Alzheimer                                          | Fasi della malattia di Alzheimer                                          | Fasi della malattia di Alzheimer            | Fasi della malattia di Alzheimer                                 |
| Effetti dell'invecchiamento sulla memoria, ma senza malattia di Alzheimer | Effetti dell'invecchiamento sulla memoria, ma senza malattia di Alzheimer | Primi stadi                                 | Primi stadi                                                      |
| ------------------------------------------------------------------------- | ------------------------------------------------------------------------- | ------------------------------------------- | ---------------------------------------------------------------- |
| Dimenticanze occasionali                                                  | Collocare occasionalmente oggetti nel posto sbagliato                     | Perdita di memoria a breve termine          | Dimenticare fatti che sono accaduti e vuoti di memoria           |
| Distrazioni                                                               | Dimenticare appuntamenti                                                  | Lievi cambiamenti osservati dai propri cari | Lieve confusione in situazioni al di fuori della vita famigliare |
| Stadio intermedio                                                         | Stadio intermedio                                                         | Stadio avanzato                             | Stadio avanzato                                                  |
| Profonda difficoltà a ricordare informazioni acquisite recentemente       | Profonda confusione in molte circostanze                                  | Difficoltà di parola                        | Iniziare più volte la stessa conversazione                       |
| Maggior aggressività o passività                                          | Qualche perdita di autoconsapevolezza                                     | Debilitanti deficit cognitivi               | Atteggiamento più violento, più ansioso o più paranoico          |

Il decorso della malattia può essere diverso, nei tempi e nelle modalità sintomatologiche, per ogni singolo paziente; esistono comunque una serie di sintomi comuni, che si trovano frequentemente associati nelle varie fasi con cui, clinicamente, si suddivide per convenzione il decorso della malattia. A una prima fase lieve, fa seguito la fase intermedia, e quindi la fase avanzata/severa; il tempo di permanenza in ciascuna di queste fasi è variabile da soggetto a soggetto, e può in certi casi durare anche diversi anni.
La malattia viene spesso anticipata dal cosiddetto mild cognitive impairment (MCI), un leggero calo di prestazioni in diverse funzioni cognitive in particolare legate alla memoria, all'orientamento o alle capacità verbali. Tale calo cognitivo, che è comunque frequente nella popolazione anziana, non è necessariamente indicativo di demenza incipiente, ma può in alcuni casi essere seguito dall'avvio delle fasi iniziali dell'Alzheimer.
La malattia inizialmente si manifesta spesso come demenza caratterizzata da amnesia progressiva e altri deficit cognitivi. Il deficit di memoria è prima circoscritto a sporadici episodi nella vita quotidiana, ovvero disturbi di quella che viene chiamata on-going memory (ricordarsi cosa si è mangiato a pranzo, cosa si è fatto durante il giorno) e della memoria prospettica (che riguarda l'organizzazione del futuro prossimo, come ricordarsi di andare a un appuntamento); poi man mano il deficit aumenta e la perdita della memoria arriva a colpire anche la memoria episodica retrograda (riguardante fatti della propria vita o eventi pubblici del passato) e la memoria semantica (le conoscenze acquisite), mentre la memoria procedurale (che riguarda l'esecuzione automatica di azioni) viene relativamente risparmiata fino alle fasi intermedio-avanzate della malattia.
A partire dalle fasi lievi e intermedie possono poi manifestarsi crescenti difficoltà di produzione del linguaggio, con incapacità nella definizione di nomi di persone od oggetti, e frustranti tentativi di "trovare le parole", seguiti poi nelle fasi più avanzate da disorganizzazione nella produzione di frasi e uso sovente scorretto del linguaggio (confusione sui significati delle parole, ecc.). Sempre nelle fasi lievi-intermedie, la pianificazione e gestione di compiti complessi (gestione di documenti, attività lavorative di concetto, gestione del denaro, guida dell'automobile, cucinare, ecc.) cominciano a diventare progressivamente più impegnative e difficili, fino a richiedere assistenza continuativa o divenire impossibili.
Nelle fasi intermedie e avanzate, inoltre, possono manifestarsi problematiche comportamentali (vagabondaggio, coazione a ripetere movimenti o azioni, reazioni comportamentali incoerenti) o psichiatriche (confusione, ansia, depressione e, occasionalmente, deliri e allucinazioni). Il disorientamento nello spazio, nel tempo o nella persona (ovvero la mancata o confusa consapevolezza di dove si è situati nel tempo, nei luoghi e/o nelle identità personali, proprie o di altri - comprese le difficoltà di riconoscimento degli altri significativi) è sintomo frequente a partire dalle fasi intermedie-avanzate. In tali fasi si aggiungono difficoltà progressive anche nella cura della persona (lavarsi, vestirsi, assumere farmaci, ecc.).
Ai deficit cognitivi e comportamentali, nelle fasi più avanzate si aggiungono infine complicanze mediche internistiche, che portano a una compromissione progressiva della salute. Una persona colpita dalla malattia può vivere anche una decina di anni dopo la diagnosi clinica di malattia conclamata.
Come sottolineato, con il progredire della malattia le persone non solo presentano deficit di memoria, ma risultano deficitarie nelle funzioni strumentali mediate dalla corteccia associativa, e possono pertanto presentare afasia e aprassia, fino a presentare disturbi neurologici e poi internistici; pertanto i pazienti, nelle fasi intermedie e avanzate, necessitano di continua assistenza personale (solitamente erogata da familiari e badanti, i cosiddetti caregiver, che sono a loro volta sottoposti ai forti stress tipici di chi assiste i malati di Alzheimer).

## Diagnosi

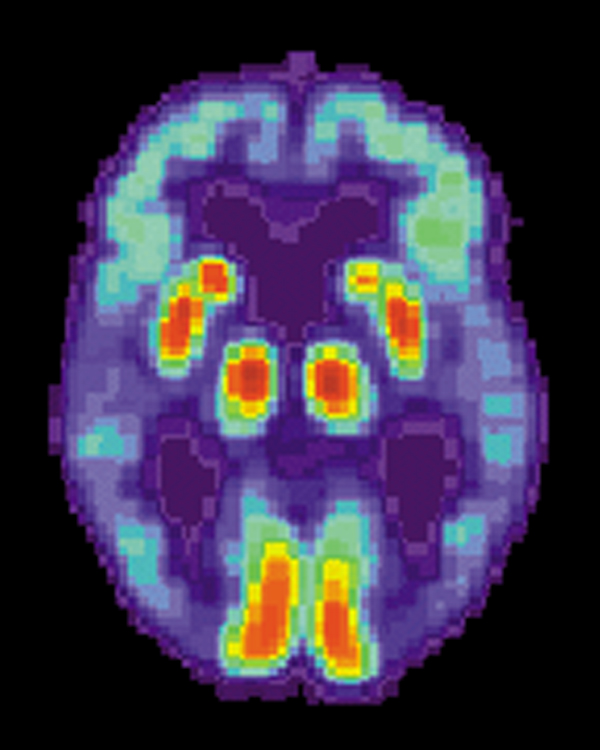
Immagine PET del cervello di una persona con malattia di Alzheimer che mostra la perdita di funzione del lobo temporale.

La malattia di Alzheimer è di solito diagnosticata clinicamente dalla storia del paziente, da osservazioni cliniche, dalla presenza di particolari caratteristiche neurologiche e neuropsicologiche e per l'assenza di condizioni alternative.
Sistemi avanzati di imaging biomedico, come la tomografia computerizzata (TC), la risonanza magnetica (MRI), la tomografia a emissione di fotone singolo (SPECT) o la tomografia ad emissione di positroni (PET cerebrale) possono essere utilizzate per aiutare a escludere altre patologie cerebrali o altri tipi di demenza. Inoltre, si possono prevedere il passaggio da fasi prodromiche (decadimento cognitivo lieve) alla malattia di Alzheimer.
Gli accertamenti neuropsicologici e cognitivi, inclusi i test di memoria ed esecutivi, possono ulteriormente caratterizzare lo stato della malattia. Diverse organizzazioni mediche hanno creato i criteri diagnostici per facilitare e standardizzare il processo diagnostico. La diagnosi clinica viene confermata a livello patologico solo con l'analisi istologica del cervello post-mortem.
La malattia di Alzheimer può essere diagnosticata anche mediante la rilevazione della proteina specifica Brain Derived-tau (BD-tau) nel sangue.

### Criteri diagnostici
Lo statunitense National Institute of Neurological and Communicative Disorders and Stroke (NINCDS) e l'Associazione dei Malati di Alzheimer ha istituito il criterio diagnostico NINCDS-ADRDA nel 1984, in seguito aggiornato nel 2007.
Questo criterio richiede che la presenza di deficit cognitivi e una sospetta sindrome di demenza debbano essere confermati da test neuropsicologici per porre la diagnosi clinica di Alzheimer. Una conferma istopatologica, tra cui un esame al microscopio del tessuto cerebrale (eseguibile solo post-mortem) è necessaria per una conferma della diagnosi definitiva a posteriori.
Sono otto gli ambiti funzionali cognitivi più comunemente compromessi: memoria, linguaggio, abilità percettiva, attenzione, abilità costruttiva, orientamento, risoluzione dei problemi e capacità funzionali. Questi ambiti cognitivi sono equivalenti ai criteri della NINCDS ADRDA, come elencati nel Diagnostic and Statistical Manual of Mental Disorders (DSM) pubblicato dalla American Psychiatric Association.

#### Tecniche diagnostiche

Alcuni test di screening neuropsicologico possono essere utili nella diagnosi di Alzheimer

Diversi test di screening neuropsicologico vengono utilizzati per la diagnostica nei casi di Alzheimer. I test valutano diverse funzioni e competenze cognitive, come il saper copiare disegni simili a quelli mostrati nella foto, ricordare parole, leggere e sottrarre numeri in serie.
Test neuropsicologici come il Mini Mental State Examination (MMSE), sono ampiamente utilizzati per valutare i disturbi cognitivi che vengono considerati per la formulazione della diagnosi. Una batteria di test più completa è necessaria per garantire la massima affidabilità dei risultati, in particolare nelle prime fasi della malattia.
L'esame neurologico nelle prime fasi della malattia solitamente presenta risultati normali, fatta eccezione per evidenti deficit cognitivi che non differiscono però da quello derivanti da altre malattie di tipo demenziale.
Ulteriori esami neurologici sono cruciali nella diagnosi differenziale di Alzheimer dalle altre malattie. Colloqui con gli altri membri della famiglia sono inoltre utilizzate nella valutazione funzionale della malattia. I caregiver possono, infatti, fornire importanti informazioni sulla capacità di vita quotidiana, così come la diminuzione, nel tempo, della funzione mentale della persona.
Il punto di vista di chi assiste il malato è particolarmente importante, dato che una persona con Alzheimer è spesso inconsapevole del suo deficit.
A volte le famiglie hanno difficoltà nella rilevazione esatta dei primi sintomi di demenza nelle sue fasi iniziali, e per questo non riescono sempre a comunicare informazioni accurate al medico.
Un altro indicatore oggettivo delle prime fasi della malattia è l'analisi del liquido cerebrospinale per la ricerca di beta-amiloide o di proteine tau.
La ricerca di queste proteine è in grado di prevedere l'insorgenza della malattia di Alzheimer con una sensibilità compresa tra il 94% e il 100%. Quando è utilizzata in combinazione con le tecniche di neuroimaging esistenti, i medici sono grado di identificare i pazienti che stanno già sviluppando la malattia.
Gli esami del liquido cerebrospinale sono disponibili più facilmente, a differenza delle tecnologie di neuroimaging più moderne.
Altri test clinici supplementari forniscono informazioni aggiuntive su alcune caratteristiche della malattia, o vengono utilizzati per escludere altre diagnosi. È comune eseguire test di funzionalità tiroidea, valutare i livelli di vitamina B12, escludere la sifilide, escludere problemi metabolici (tra cui test per la funzione renale, i livelli di elettroliti e per il diabete), valutare i livelli di metalli pesanti (ad esempio il piombo e il mercurio) e l'anemia. È anche necessario escludere la presenza di sintomatologia psichiatrica, come deliri, disturbi dell'umore, disturbi del pensiero di natura psichiatrica, o pseudodemenze depressive.
In particolare vengono utilizzati test psicologici per la rilevazione della depressione, dal momento che la depressione può essere concomitante con l'Alzheimer, essere un segno precoce di deficit cognitivo, o esserne addirittura la causa.

#### Imaging diagnostico

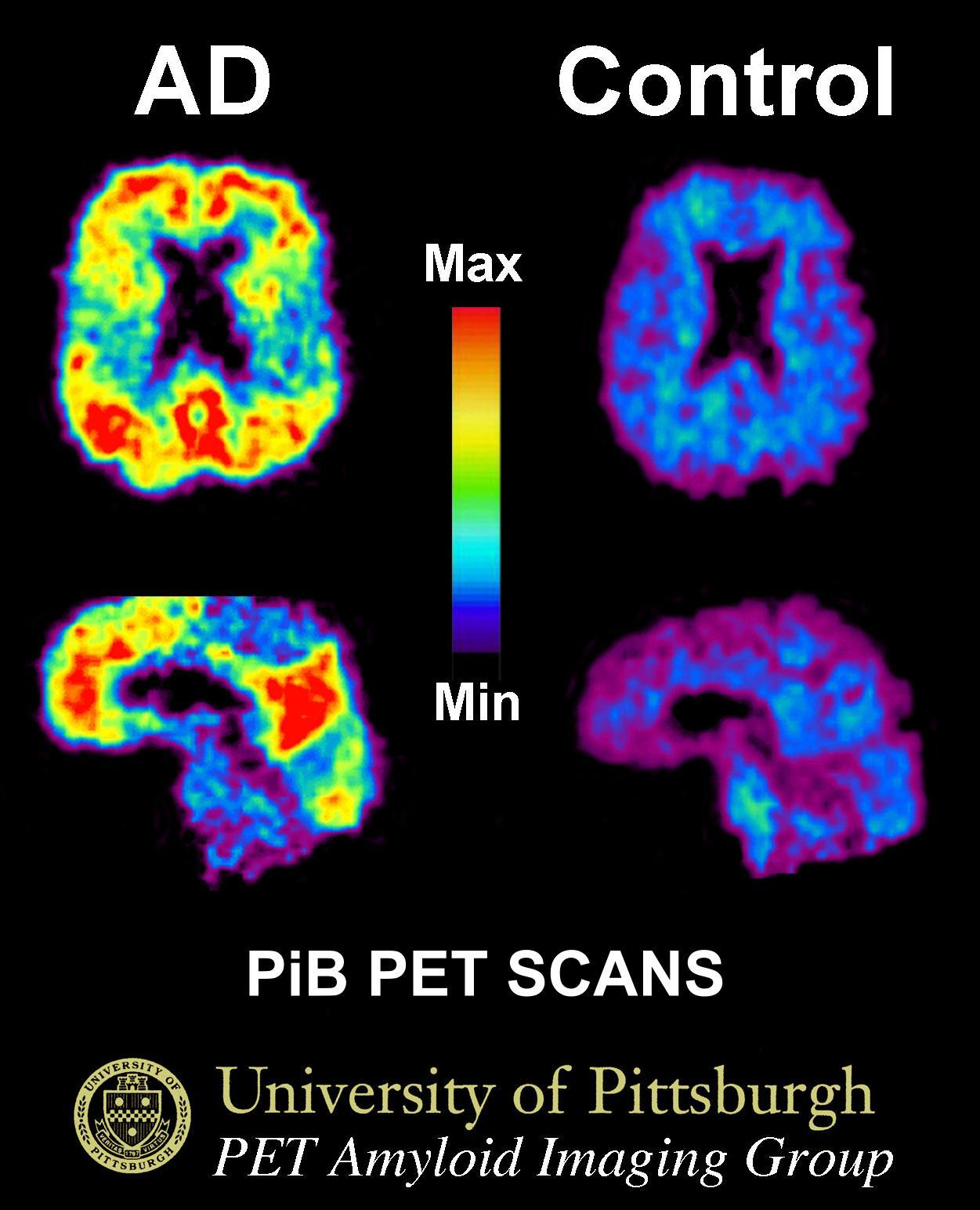
Questa immagine mostra una scansione PiB-PET di un paziente con malattia di Alzheimer a sinistra, e di una persona anziana con memoria normale sulla destra. Le aree di rosso e giallo mostrano alte concentrazioni di PiB, nel cervello che suggeriscono quantità maggiori di depositi di Betamiloide.

Se sono disponibili, la SPECT cerebrale perfusionale e la Tomografia a emissione di positroni (PET), possono essere utilizzati per la conferma di una diagnosi di Alzheimer in associazione con le valutazioni dello stato mentale.
In una persona già affetta da demenza, la SPECT sembra essere superiore nel differenziare la malattia di Alzheimer da altre possibili cause, rispetto all'analisi della storia familiare e all'osservazione del paziente.
I progressi hanno portato alla proposta di nuovi criteri diagnostici di imaging biomedico.
Una nuova tecnica nota come PiB-PET è stata sviluppata per visualizzare direttamente e chiaramente immagini di depositi di beta-amiloide in vivo, utilizzando un radiotracciante che si lega selettivamente ai depositi A-beta.
La PiB-PET utilizza il carbonio-11 per la scansione PET. Studi recenti suggeriscono che la PiB-PET è precisa all'86% nel predire quali persone, già affette da decadimento cognitivo lieve, svilupperanno la malattia di Alzheimer entro due anni, e al 92% in grado di escludere la probabilità di sviluppare la malattia di Alzheimer.
Un radiofarmaco per PET chiamato (E)-4-(2-(6-(2-(2-(2-([18F]-fluoroethoxy) ethoxy) ethoxy) pyridin-3-yl) vinyl)-N-methyl benzenamine, o 18F AV-45, o florbetapir-fluorine-18, o semplicemente florbetapir, contenente il più duraturo radionuclide fluoro-18, è stato recentemente realizzato e testato come possibile supporto diagnostico nella malattia di Alzheimer. Il florbetapir, come il PiB, si lega alla beta-amiloide, ma grazie all'uso del fluoro-18 ha un'emivita di 110 minuti, in rapporto al tempo di dimezzamento radioattivo PiB che è di 20 minuti. La maggior durata permette di accumulare maggior tracciante nel cervello di persone con malattia di Alzheimer, in particolare nelle regioni note per essere associate a depositi di beta-amiloide. Radiofarmaci recenti simili al florbetapir sono florbetaben e flutemetamol.
La risonanza magnetica volumetrica è in grado di rilevare cambiamenti nella dimensione delle regioni del cervello. L'atrofia di queste regioni si sta mostrando come un indicatore diagnostico della malattia. Essa può risultare meno costosa di altre tecniche di imaging attualmente in fase di studio.

#### Un possibile biomarcatore: i complessi K
Un gruppo di neuroscienziati italiani coordinati da Luigi De Gennaro ha dimostrato la presenza di una diminuzione dei complessi K causata dalla malattia di Alzheimer, e che tale diminuzione risulta correlata con l'entità del declino cognitivo misurato su ciascun paziente. La scoperta è stata considerata promettente per la diagnosi precoce della malattia, diagnosi che potrebbe quindi essere tratta per il tramite di questo biomarcatore, caratteristico del sonno NREM.

#### Altri sintomi
Una ricerca dell'Università di Lancaster e di Lubiana ha rilevato che i malati di Alzheimer presentavano una frequenza mediana di 17 respiri/minuto contro i 13 del placebo. La frequenza era maggiore anche a riposo, segno di uno stato di infiammazione nel cervello.
Il cervello è solo il 2% del peso corporeo e consuma il 20% dei nutrienti. I ricercatori hanno ipotizzato una scarsa ossigenazione ematica nei vasi sanguigni che gli astrociti connettono ai neuroni.
La tomografia a raggi X ha permesso di rilevare in 3D i cambiamenti del microbioma intestinale, correlando l'ingresso di tossine attraverso la barriera emato-encefalica allo stato infiammatorio.

## Terapia
Anche se non esiste ancora una cura, sono state proposte diverse strategie terapeutiche per tentare di influenzare clinicamente il decorso della malattia di Alzheimer: tali strategie puntano a modulare farmacologicamente alcuni dei meccanismi patologici che ne stanno alla base. È inoltre opportuno integrare interventi psicosociali, cognitivi e comportamentali, che hanno dimostrato effetti positivi, sinergicamente all'uso dei presidi farmacologici, nel rallentamento dell'evoluzione dei sintomi e nella qualità della vita dei pazienti e dei caregiver.

### Intervento farmacologico
In primo luogo, basandosi sul fatto che nell'Alzheimer si ha diminuzione dei livelli di acetilcolina, un'ipotesi terapeutica neuroprotettiva è stata quella di provare a ripristinarne i livelli fisiologici.
L'acetilcolina pura non può però essere usata, in quanto troppo instabile e con un effetto limitato. Gli agonisti colinergici invece avrebbero effetti sistemici e produrrebbero troppi effetti collaterali, e non sono quindi utilizzabili.
Si possono invece usare gli inibitori della colinesterasi, l'enzima che catabolizza l'acetilcolina: inibendo tale enzima, si aumenta la quantità di acetilcolina presente nello spazio intersinaptico.
Sono a disposizione farmaci inibitori reversibili dell'acetilcolinesterasi, che hanno una bassa affinità per l'enzima presente in periferia, e che sono sufficientemente lipofili da superare la barriera emato-encefalica (BEE), e agire quindi di preferenza sul sistema nervoso centrale. Tra questi, la tacrina, il donepezil, la fisostigmina, la galantamina e la neostigmina sono stati i capostipiti, ma l'interesse farmacologico è attualmente maggiormente concentrato su rivastigmina e galantamina, il primo perché privo di importanti interazioni farmacologiche, il secondo poiché molto biodisponibile e con emivita di sole sette ore, tale da non causare facilmente effetti collaterali.
Un'altra e più recente linea d'azione prevede il ricorso a farmaci che agiscano direttamente sul sistema glutamatergico, come la memantina. La memantina ha dimostrato un'attività terapeutica, moderata ma positiva, nella parziale riduzione del deterioramento cognitivo in pazienti con Alzheimer da moderato a grave.
La tacrina non è più utilizzata perché epatotossica, mentre il donepezil, inibitore non competitivo dell'acetilcolinesterasi, sembrerebbe più efficace perché, con una emivita di circa 70 ore, permette una sola somministrazione al giorno (al contrario della galantamina, che ha una emivita di sole 7 ore). Ovviamente, però, il donepezil è più soggetto a manifestare effetti collaterali dovuti a un aumento del tono colinergico (come insonnia, aritmie, bradicardia, nausea, diarrea). Di contro, la galantamina e la rivastigmina possono causare gli stessi effetti, ma in misura molto minore.
Nel giugno 2021 la FDA approva il farmaco Aducanumab, anticorpo monoclonale, il quale sarebbe capace di rallentare il declino cognitivo se somministrato nelle fasi precoci della malattia. L'approvazione del farmaco è stata tuttavia oggetto di numerose critiche in quanto i trial clinici non hanno evidenziato chiaramente il reale beneficio del farmaco.
Nel novembre 2021 è stato annunciato dal Brigham and Women's Hospital di Boston uno studio clinico in via di sviluppo volto ad esaminare l'efficacia di un vaccino nasale per il trattamento del morbo di Alzheimer. Il vaccino è basato su una sostanza chiamata Protollin. Inoltre un team di scienziati britannici e tedeschi ha sviluppato un nuovo potenziale vaccino contro il morbo di Alzheimer a base di anticorpi e proteine, come pubblicato dalla rivista Molecular Psychiatry. Il vaccino, chiamato Tapas, è una collaborazione tra i ricercatori dell'Università di Leicester, l'University Medical Center Göttingen e l'ente benefico per la ricerca medica LifeArc.

### Intervento psicosociale e cognitivo

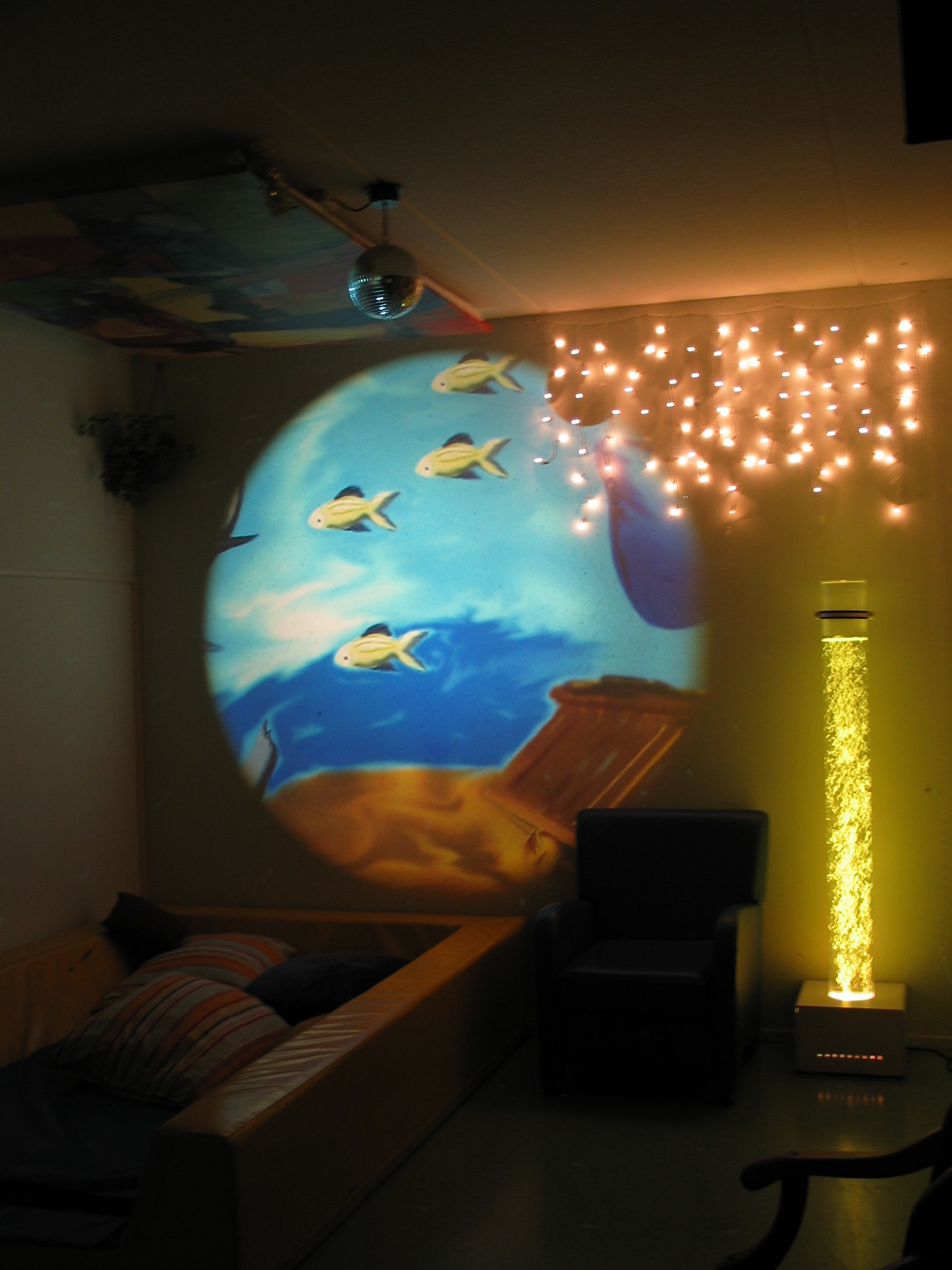
Una stanza speciale progettata per la terapia di riabilitazione sensoriale.

Le forme di trattamento non-farmacologico consistono prevalentemente in interventi comportamentali, di supporto psicosociale e di training cognitivo. Tali misure sono solitamente integrate in maniera complementare con il trattamento farmacologico, e hanno dimostrato una loro efficacia positiva nella gestione clinica complessiva del paziente.
I training cognitivi (di diverse tipologie, e con diversi obiettivi funzionali: Reality-Orientation Therapy, Validation Therapy, Reminiscence Therapy, i vari programmi di stimolazione cognitiva – Cognitive Stimulation Therapy, ecc.), hanno dimostrato risultati positivi sia nella stimolazione e rinforzo delle capacità neurocognitive, sia nel miglioramento dell'esecuzione dei compiti di vita quotidiana. I diversi tipi di intervento si possono rivolgere prevalentemente alla sfera cognitiva (ad es., Cognitive Stimulation Therapy), comportamentale (Gentlecare, programmi di attività motoria), sociale ed emotivo-motivazionale (ad esempio Reminiscence Therapy, Validation Therapy, etc.).
La Reality-Orientation Therapy, focalizzata su attività formali e informali di orientamento spaziale, temporale e sull'identità personale, ha dimostrato in diversi studi clinici di poter facilitare la riduzione del disorientamento soggettivo e contribuire a rallentare il declino cognitivo, soprattutto se effettuata con regolarità nelle fasi iniziali e intermedie della patologia. La maggior parte dei trattamenti sono in ambiente Snoezelen.
I vari programmi di stimolazione cognitiva (Cognitive Stimulation), sia eseguiti a livello individuale (eseguibili anche presso il domicilio dai caregiver, opportunamente formati), sia in sessioni di gruppo, possono rivestire una significativa utilità nel rallentamento dei sintomi cognitivi della malattia e, a livello di economia sanitaria, presentano un ottimo rapporto tra costi e benefici. La stimolazione cognitiva, oltre a rinforzare direttamente le competenze cognitive di tipo mnestico, attentivo e di pianificazione, facilita anche lo sviluppo di "strategie di compensazione" per i processi cognitivi lesi, e sostiene indirettamente la "riserva cognitiva" dell'individuo.
La Reminiscence Therapy (fondata sul recupero e la socializzazione di ricordi di vita personale positivi, con l'assistenza di personale qualificato e materiali audiovisivi), ha dimostrato risultati interessanti sul miglioramento dell'umore, dell'autostima e delle competenze cognitive, anche se ulteriori ricerche sono ritenute necessarie per una sua completa validazione.
Forme specifiche di musicoterapia e arteterapia, attuate da personale qualificato, possono essere utilizzate per sostenere il tono dell'umore e forme di socializzazione nelle fasi intermedio-avanzate della patologia, basandosi su canali di comunicazione non verbali. L'integrazione tra arte e nuove tecnologie per il benessere dei pazienti è possibile: per esempio il progetto europeo AIDA Alzheimer patients Interaction through Digital and Arts (coordindato da Fondazione Patrizio Paoletti, cofinanziato dall'Unione Europea e premiato dall'Università di Macerata), integra digitale e arte per migliorare la qualità di vita dei pazienti e dei caregiver, sostenendo le abilità cognitive e la rete sociale, contrastando la solitudine e l'isolamento.
Positivo sembra essere anche l'effetto di una moderata attività fisica e motoria, soprattutto nelle fasi intermedie della malattia, sul tono dell'umore, sul benessere fisico e sulla regolarizzazione dei disturbi comportamentali, del sonno e alimentari.
Alcuni articoli apparsi in The Lancet Neurology sottolineano che acido folico e vitamina B12 possono avere un ruolo nella prevenzione dei disturbi del sistema nervoso centrale, nei disturbi dell'umore, incluso il morbo di Alzheimer e la demenza vascolare.
Fondamentale è inoltre la preparazione e il supporto, informativo e psicologico, rivolto ai "caregiver" (parenti e personale assistenziale) del paziente, che sono sottoposti a stress fisici ed emotivi significativi, in particolare con l'evoluzione della malattia.
Una chiara informazione ai famigliari, una buona alleanza di lavoro con il personale sanitario, e la partecipazione a forme di supporto psicologico diretto (spesso tramite specifici gruppi di auto mutuo aiuto tra pari), oltre all'eventuale coinvolgimento in associazioni di famigliari, rappresentano essenziali forme di sostegno per l'attività di cura.
Sempre nello stesso senso appare di particolare utilità, solitamente a partire dalle fasi intermedie della patologia, l'inserimento del paziente per alcune ore al giorno nei Centri Diurni, presenti in molte città (attività che può portare benefici sia per la stimolazione cognitiva e sociale diretta del paziente, sia per il supporto sociale indiretto ai caregiver).
La cura dell'Alzheimer è però ai primi passi: al momento non esistono ancora farmaci o interventi psicosociali che guariscano o blocchino la malattia. Si può migliorare la qualità della vita dei pazienti malati, e provare a rallentarne il decorso nelle fasi iniziali e intermedie.

## Prognosi
nessun dato
     ≤ 50
     50-70
     70-90
     90-110
     110-130
     130-150
     150-170
     170-190
     190-210
     210-230
     230-250
     ≥ 250

Disability-adjusted life year per Alzheimer e altre forme di demenza per 100000 abitanti nel 2004.
nessun dato
≤ 50
50-70
70-90
90-110
110-130
130-150
150-170
170-190
190-210
210-230
230-250
≥ 250

Le fasi iniziali della malattia di Alzheimer sono difficili da diagnosticare. Una diagnosi definitiva è posta solitamente una volta che si verifica una significativa compromissione cognitiva e una percepibile riduzione di capacità di svolgere le attività della vita quotidiana, anche se la persona è ancora in grado di gestirsi autonomamente. Il deterioramento della memoria e il peggioramento dei disturbi cognitivi e non cognitivi, associati alla malattia, riducono progressivamente l'autonomia nella vita quotidiana.
L'aspettativa di vita della popolazione con la malattia si riduce, con un tempo di vita media di circa sette anni dopo la diagnosi. Meno del 3% della popolazione vive più di quattordici anni. Malattie caratteristiche significativamente associate alla ridotta sopravvivenza sono un aumento della gravità del deficit cognitivo, diminuzione del livello funzionale, diverse cadute e disturbi neurologici. Altre patologie concomitanti, come problemi cardiaci, diabete o storia di abuso di alcool sono correlate con una sopravvivenza più breve. L'aspettativa di vita è particolarmente ridotta rispetto alla popolazione sana quando la malattia di Alzheimer colpisce coloro che sono più giovani. Gli uomini hanno una prognosi di sopravvivenza meno favorevole rispetto alle donne.
La malattia è la causa di morte nel 70% dei casi. La polmonite e la disidratazione sono le cause immediate più frequenti di morte, mentre il cancro è meno frequente rispetto alla popolazione generale.

## Prevenzione

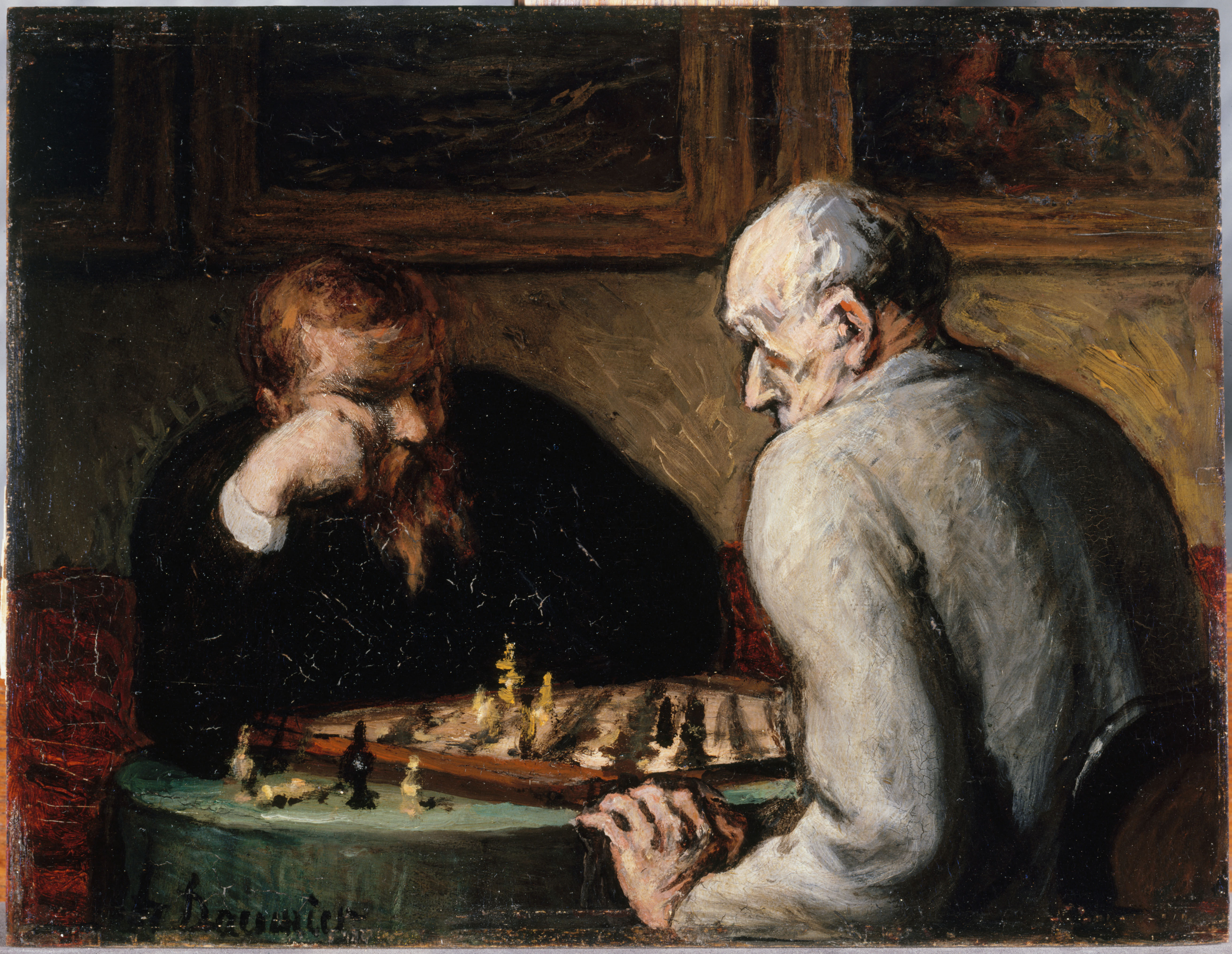
Compiere attività intellettive, come giocare a scacchi o mantenere regolari rapporti sociali, è considerato un modo per prevenire la malattia di Alzheimer

Al momento non ci sono prove definitive per sostenere l'efficacia di una qualsiasi misura preventiva per la malattia di Alzheimer. Studi per identificarle hanno spesso prodotto risultati incoerenti oppure sono basati sull'osservazione in vivo di animali da laboratorio (e.g., ratti) che hanno una fisiologia non identica a quella di Homo Sapiens, per cui non tutte le scoperte sono direttamente trasferibili all'Uomo senza prima un test su soggetti umani con gruppo di controllo e doppio cieco. Tuttavia, studi epidemiologici hanno proposto correlazioni tra alcuni fattori modificabili (come la dieta, il rischio cardiovascolare, l'utilizzo di prodotti farmaceutici o lo svolgimento di attività intellettuali) e la probabilità per una popolazione di sviluppare la malattia. Solo ulteriori ricerche, tra cui gli studi clinici, riveleranno se questi fattori possono aiutare a prevenire o ritardare l'insorgenza della malattia di Alzheimer.

### Quadro clinico e dieta
Sebbene i fattori di rischio cardiovascolari, come l'ipercolesterolemia, l'ipertensione, il diabete e il fumo, siano associati con un rischio maggiore di insorgenza della malattia, le statine, che sono farmaci per l'abbassamento del colesterolo, non si sono dimostrate efficaci nel prevenire o migliorare il decorso. I componenti di una dieta mediterranea, che comprendono frutta e verdura, pane, grano e altri cereali, olio d'oliva, pesce e vino rosso, potrebbero singolarmente o tutti insieme ridurre il rischio e ritardare il decorso della malattia di Alzheimer. I loro benefici effetti cardiovascolari sono stati proposti come meccanismo di azione. Esistono prove limitate che un consumo, da lieve a moderato, di alcool, soprattutto vino rosso, sia associato a un minor rischio di Alzheimer.
Ipotesi sull'uso di vitamine non hanno trovato prove sufficienti di efficacia per raccomandare la vitamina C, E o acido folico, con o senza vitamina B12, come agenti di prevenzione o per il trattamento dell'Alzheimer. Inoltre, la somministrazione della vitamina E, è associata a rischi per la salute. Studi compiuti sugli effetti degli integratori di acido folico (B9) e di altre vitamine B non hanno mostrato alcuna correlazione significativa con il declino cognitivo.
L'utilizzo a lungo termine di farmaci anti-infiammatori non steroidei (FANS) è associato a una ridotta probabilità di sviluppare Alzheimer. Studi post-mortem umani, studi su modelli animali, o in studi in vitro, supportano l'ipotesi che i FANS possano ridurre l'infiammazione correlata alle placche amiloidi. Tuttavia, studi riguardanti il loro uso come trattamento palliativo non sono riusciti a dimostrare risultati positivi, mentre nessun processo di prevenzione è stato realizzato. La curcumina del curry ha mostrato una certa efficacia nel prevenire i danni cerebrali, nei modelli di topo, in virtù delle sue proprietà anti-infiammatorie. La terapia ormonale sostitutiva, anche se utilizzata in passato, non è più ritenuta efficace per prevenire la demenza e in alcuni casi può anche esserne ritenuta responsabile.

### Stile di vita
Esistono studi che mostrano correlazioni tra determinati stili di vita e l'incidenza del rischio di contrarre la patologia o con la sua progressione.
Le persone che si impegnano in attività intellettuali, come la lettura, i giochi da tavolo, i cruciverba, l'esecuzione con strumenti musicali, o che hanno una regolare interazione sociale, mostrano una riduzione del rischio di sviluppo della malattia di Alzheimer. Questo è compatibile con la teoria della riserva cognitiva, in cui si afferma che alcune esperienze di vita forniscono all'individuo una riserva cognitiva che ritarda l'insorgenza di manifestazioni di demenza. L'apprendimento di una seconda lingua, anche in tarda età, sembra ritardare la malattia di Alzheimer. La pratica di attività fisica è anch'essa un comportamento associato a un ridotto rischio di Alzheimer.
Alcuni studi hanno mostrato un aumentato rischio di sviluppare la malattia nel caso di assunzione di metalli, e, in particolare, alluminio, o in caso di esposizione a particolari solventi. La qualità di alcuni di questi studi è stata però criticata, e altri studi hanno concluso che non vi è alcuna relazione tra questi fattori ambientali e lo sviluppo di Alzheimer.
Mentre alcuni studi suggeriscono che l'esposizione a campi elettromagnetici a bassa frequenza può aumentare il rischio di sviluppare la malattia di Alzheimer, i revisori hanno rilevato che sono necessari ulteriori indagini epidemiologiche e di laboratorio per poter avvalorare tale ipotesi. Il fumo è un importante fattore di rischio per l'Alzheimer.
Alcuni studi compiuti presso il National Institute on Ageing di Baltimora ipotizzano che il digiuno a intervalli regolari (1 o 2 giorni a settimana) potrebbe avere un ruolo palliativo alle forme più gravi della malattia.

## Costi economico-sociali
La crescente incidenza di questa patologia nella popolazione generale in tutto il mondo è accompagnata da una crescita equivalente del suo enorme costo economico e sociale: allo Stato, secondo Lancet, il costo economico per la cura dei pazienti affetti da demenza a livello mondiale è di circa 600 miliardi di dollari all'anno, con un trend di crescita che lo porterà nel 2030 ad aumentare dell'85% (e con un carico crescente anche per i Paesi in via di sviluppo), facendolo divenire uno degli oneri con maggior impatto economico per i sistemi sanitari nazionali e le comunità sociali dell'intero pianeta.
Nonostante questo, la ricerca scientifica e clinica sulla demenza è ancora gravemente sottofinanziata: in Inghilterra, ad esempio, si calcola che il costo economico complessivo della cura dei pazienti affetti da demenza superi quello per i tumori e per le malattie cardiovascolari messe insieme, ma la ricerca sulle demenze riceve solo un dodicesimo dei finanziamenti di quella per i tumori.

## Progetti di calcolo distribuito
Esistono alcuni progetti di calcolo distribuito in rete nel campo della proteomica che si propongono di contribuire alla ricerca scientifica sulla malattia di Alzheimer, migliorando la conoscenza delle proteine coinvolte nei suoi processi etiopatogenetici, attraverso lo sfruttamento in parallelo della potenza di calcolo inutilizzata dei microprocessori di centinaia di migliaia di PC e altri dispositivi di elaborazione dati normalmente utilizzati dai volontari, che si collegano tramite Internet, ed emulano informaticamente i meccanismi di ripiegamento delle proteine.
A tali progetti chiunque può liberamente partecipare scaricando, e lasciando eseguire in background, il software necessario, progettato in modo da essere compatibile con le normali attività dell'utente. I principali sono Folding@home e Rosetta@home. Esiste anche neuGRID, un progetto internazionale finanziato dall'Unione europea che prevede lo sviluppo di un'infrastruttura digitale per la ricerca scientifica, basata sul sistema Grid e dotata di un'interfaccia user-friendly, che permetterà alla comunità di neuroscienziati europei l'avanzamento della ricerca per lo studio della malattia di Alzheimer e di altre malattie neurodegenerative.

## La sindrome nell'arte
Diversi artisti ed esperti del settore che hanno tentato di rappresentare gli effetti cognitivi di tale sindrome (e della demenza in generale) attraverso l'arte.
Sono divenuti molto famosi a partire da metà anni 2000 il ciclo di autoritratti del 1995-2000 dell'artista britannico William Utermohlen, che a loro volta hanno ispirato il cortometraggio francese Mémorable del 2019 (con una candidatura agli Oscar).
Il musicista Leyland Kirby, in arte The Caretaker, nel corso della sua carriera, si è focalizzato a più riprese sul rapporto tra il suono e le malattie neurodegenerative: Everywhere at the End of Time è stato convenzionalmente ritenuto il suo capolavoro, una monolitica opera di sei ore che analizza in maniera minuziosa gli effetti della demenza attraverso la musica.

### Filmografia
- Sul lago dorato (USA, 1981)
- Complaints of a Dutiful Daughter (USA, 1994)
- Nu ren si shi di Ann Hui (Hong Kong, 1995)
- Compagna di viaggio di Peter Del Monte (Italia, 1996)
- Il figlio della sposa di Juan José Campanella (Argentina, 2001)
- Il ricordo di belle cose (Francia, 2001)
- Iris - Un amore vero (UK, 2001)
- Nae meori sog-ui ji-ugae (Corea del Sud, 2001)
- Un amore sotto l'albero (USA, 2004)
- Le pagine della nostra vita di Nick Cassavetes (USA, 2004)
- Black di Sanjay Leela Bhansali (India, 2005)
- Away from Her - Lontano da lei di Sarah Polley (Canada, 2006)
- Poetry di Lee Chang-dong (Corea del Sud, 2010)
- Una sconfinata giovinezza di Pupi Avati (Italia, 2010)
- La versione di Barney (Canada, 2010)
- Arrugas (Spagna, 2011)
- The Iron Lady (UK, 2011)
- Una separazione di Asghar Farhadi (Iran, 2011)
- Amour di Michael Haneke (Francia, 2012)
- Glen Campbell: I'll Be Me (USA, 2014)
- Honig im Kopf (Germania, 2014) e il suo remake Un viaggio indimenticabile (USA, 2018)
- Still Alice (USA, 2014)
- Florida (Francia, 2015) e The Father (UK, 2020); entrambi tratti dall'opera teatrale di Florian Zeller, Il padre (2012)
- Ella & John di Paolo Virzì (Italia, 2017)
- Vivere due volte (Spagna, 2019)
- Supernova (UK, 2020)
- La folle vita (Belgio, 2020)
- Familiar Touch di Sarah Friedland (USA, 2024)